# Гайовишин Ольга Василівна
Гайовишин Ольга Василівна 12 квітня 1934, c.Підберізці Пустомитівського району Львівської області — українська мисткиня, майстер художнього ткацтва. Член НСМНМУ з 1993 р.

## Біографія
Народилася 12 квітня 1934 р. у селі Підберізці Пустомитівського району Львівської області.
Освіта середня, закінчила середню школу № 36 у м.Львові.
Працювала секретарем облвно в Львові (1954-1959 р.), ткалею ЛХВК з 1970 по 2008 р.
Учасник обласних, всеукраїнських та міжнародних виставок. Найважливіші з них проходили у: 
- Ньою-Йорк (США),
- Венгожево, Варшава, Ясло, Краків (Польща),
- Стокгольм (Швеція).

Твори мисткині зберігаються в Музеї етнографії та народного побуту у Львові, Музеї народного мистецтва України у Києві та у фондах Міністерства культури та туризму України.
Мешкає у Львові.